# Johannes Dale
Johannes Dale (Lørenskog, 23 maggio 1997) è un biatleta norvegese.
Dalla stagione 2023-2024 ha aggiunto al proprio il cognome della coniuge e si è iscritto alle gare come Johannes Dale-Skjevdal.

## Biografia
In Coppa del Mondo Dale ha esordito il 20 dicembre 2018 a Nové Město na Moravě in sprint (15º) e ha ottenuto la sua vittoria, nonché primo podio, il 7 dicembre 2019 a Östersund in staffetta; ai Campionati mondiali ha debuttato ad Anterselva 2020, dove ha vinto la medaglia d'argento nella staffetta e si è classificato 23º nella sprint, 17º nell'inseguimento, 8º nella partenza in linea e 9º nell'individuale, e l'anno dopo nella rassegna di Pokljuka 2021 ha conquistato la medaglia d'argento nella partenza in linea, quella di bronzo nell'individuale ed è stato 4º nella sprint e 10º nell'inseguimento, a quelli di Oberhof 2023 si è classificato 4º nella sprint, 7º nell'inseguimento, 11º nella partenza in linea e 47º nell'individuale e a quelli di Nové Město na Moravě 2024 si è piazzato 7º nella sprint, 4º nell'inseguimento e 30º nell'individuale. Non ha preso parte a rassegne olimpiche.

## Palmarès

### Mondiali
- 3 medaglie:
  - 2 argenti (staffetta[1] ad Anterselva 2020; partenza in linea[1] a Pokljuka 2021)
  - 1 bronzo (individuale[1] a Pokljuka 2021)

### Mondiali juniores
- 3 medaglie:
  - 2 argenti (staffetta a Osrblie 2017 e Otepää 2018)
  - 1 bronzo (inseguimento a Otepää 2018)

### Coppa del Mondo
- Miglior piazzamento in classifica generale: 3º nel 2024
- 28 podi (13 individuali, 15 a squadre)[2]:
  - 10 vittorie (3 individuali, 7 a squadre)
  - 12 secondi posti (7 individuali, 5 a squadre)
  - 6 terzi posti (3 individuali, 3 a squadre)

#### Coppa del Mondo - vittorie
| Data             | Località                | Nazione   | Specialità                                                                      |
| ---------------- | ----------------------- | --------- | ------------------------------------------------------------------------------- |
| 7 dicembre 2019  | Östersund               | Svezia    | RL (con Erlend Bjøntegaard, Tarjei Bø e Johannes Thingnes Bø)                   |
| 15 dicembre 2019 | Hochfilzen              | Austria   | RL (con Erlend Bjøntegaard, Tarjei Bø e Johannes Thingnes Bø)                   |
| 11 gennaio 2020  | Oberhof                 | Germania  | RL (con Lars Helge Birkeland, Erlend Bjøntegaard e Vetle Sjåstad Christiansen)  |
| 7 marzo 2020     | Nové Město na Moravě    | Rep. Ceca | RL (con Vetle Sjåstad Christiansen, Tarjei Bø e Johannes Thingnes Bø)           |
| 11 dicembre 2020 | Hochfilzen              | Austria   | SP                                                                              |
| 18 dicembre 2022 | Annecy Le Grand-Bornand | Francia   | MS                                                                              |
| 11 marzo 2023    | Östersund               | Svezia    | RL (con Endre Strømsheim, Vebjørn Sørum e Vetle Sjåstad Christiansen)           |
| 11 gennaio 2024  | Ruhpolding              | Germania  | RL (con Sturla Holm Lægreid, Tarjei Bø e Vetle Sjåstad Christiansen)            |
| 14 gennaio 2024  | Ruhpolding              | Germania  | PU                                                                              |
| 30 novembre 2024 | Kontiolahti             | Finlandia | MX (con Karoline Offigstad Knotten, Ingrid Landmark Tandrevold e Vebjørn Sørum) |

Legenda:

SP = sprint

PU = inseguimento

MS = partenza in linea
RL = staffetta

MX = staffetta mista